# Pedro Gonzalez Gonzalez
Pour les articles homonymes, voir Pedro Gonzalez (homonymie) et González.
Pedro Gonzalez Gonzalez est un acteur américain, né Ramiro Gonzalez Gonzalez le 24 mai 1925 à Aguilares (Texas), mort le 6 février 2006 à Culver City (Californie). Il est le grand-père de l'acteur Clifton Collins Jr.

## Biographie
D'ascendance mexicaine par son père et espagnole par sa mère, Pedro Gonzalez Gonzalez contribue au cinéma à trente-neuf films américains entre 1953 et 1998 (plus un film mexicain en 1986), dont quatorze westerns et quatre courts métrages d'animation, comme second rôle de caractère de type hispanique.
Parmi ses films notables, citons La Peur au ventre de Stuart Heisler (1955, avec Jack Palance et Shelley Winters), La Vallée de la poudre de George Marshall (1958, avec Glenn Ford et Shirley MacLaine), ou encore Tueur malgré lui de Burt Kennedy (1971, avec James Garner et Suzanne Pleshette).
Fait particulier, il joue aux côtés de John Wayne dans quatre films, Écrit dans le ciel de William A. Wellman (1954), Rio Bravo d'Howard Hawks (1959), Les Feux de l'enfer d'Andrew V. McLaglen (1968) et enfin Chisum, du même McLaglen (1970).
À la télévision, de 1953 à 1995, Pedro Gonzalez Gonzalez apparaît dans quarante séries, dont quatorze dans le domaine du western, comme Au nom de la loi (1960-1961, deux épisodes), Laredo (1966-1967, deux épisodes) et Le Grand Chaparral (1967-1970, deux épisodes), ainsi que dans six téléfilms.
Pour sa contribution au cinéma, une étoile lui est dédiée depuis 2008 (donc à titre posthume) sur le Walk of Fame d'Hollywood Boulevard, reçue par sa veuve Leandra et son petit-fils, l'acteur Clifton Collins Jr. (né en 1970).

## Filmographie partielle

### Au cinéma
- 1953 : Révolte au Mexique (Wings of the Hawk) de Budd Boetticher
- 1954 : Écrit dans le ciel (The High and the Mighty) de William A. Wellman
- 1954 : Ricochet Romance de Charles Lamont
- 1954 : Les Géants du cirque (Ring of Fear) de James Edward Grant et William A. Wellman
- 1955 : Bengazi de John Brahm
- 1955 : La Peur au ventre (I Died a Thousand Times) de Stuart Heisler
- 1955 : Une étrangère dans la ville (Strange Lady in Town) de Mervyn LeRoy
- 1956 : Man in the Vault d'Andrew V. McLaglen
- 1956 : Légitime Défense (Gun the Man Down) d'Andrew V. McLaglen
- 1956 : Le Fond de la bouteille (The Bottom of the Bottle) d'Henry Hathaway
- 1958 : La Vallée de la poudre (The Sheepman) de George Marshall
- 1959 : Californie, terre nouvelle (The Young Land) de Ted Tetzlaff
- 1959 : Rio Bravo d'Howard Hawks
- 1965 : Chili Corn Corny de Robert McKimson (court métrage d'animation ; voix)
- 1967 : L'Honorable Griffin (Bullwhip Griffin) de James Neilson
- 1967 : Hostile Guns de R. G. Springsteen
- 1968 : Les Feux de l'enfer (Hellfighters) d'Andrew V. McLaglen
- 1968 : Un amour de Coccinelle (The Love Bug) de Robert Stevenson
- 1969 : Cramponne-toi Jerry (Hook, Line & Sinker) de George Marshall
- 1969 : The Love God ? (en) de Nat Hiken
- 1970 : Chisum d'Andrew V. McLaglen
- 1971 : Tueur malgré lui (Support Your Local Gunfighter) de Burt Kennedy
- 1976 : Won Ton Ton, le chien qui sauva Hollywood (Won Ton Ton, the Dog Who Saved Hollywood) de Michael Winner
- 1985 : Lust in the Dust de Paul Bartel
- 1993 : Le Rubis du Caire (Ruby Cairo) de Graeme Clifford
- 1998 : The Wonderful Ice Cream Suit de Stuart Gordon

### À la télévision

#### Séries
- 1960-1961 : Au nom de la loi (Wanted : Dead or Alive)
  - Saison 2, épisode 25 Le Joueur (Triple Vise, 1960) de George Blair
  - Saison 3, épisode 15 Baa-Baa (1961)
- 1960-1962 : Cheyenne
  - Saison 5, épisode 2 Counterfeit (1960) de Jerry Hopper
  - Saison 6, épisode 10 The Wedding Rings (1962)
- 1963 : Gunsmoke ou Police des plaines (Gunsmoke ou Marshal Dillon)
  - Saison 8, épisode 38 The Quest for Asa Janin d'Andrew V. McLaglen
- 1964 : Perry Mason, première série
  - Saison 7, épisode 13 The Case of the Wednesday Woman
- 1965 : L'Homme à la Rolls (Burke's Law)
  - Saison 2, épisode 25 Who Killed the Rest ?
- 1965 : Le Proscrit (Branded)
  - Saison 2, épisode 9 Fill No Glass for Me (Part I) de Vincent McEveety
- 1966 : Les Espions (I Spy)
  - Saison 1, épisode 22 La Conquête de Maude Murdock (The Conquest of Maude Murdock) de Paul Wendkos
- 1966-1967 : Laredo
  - Saison 1, épisode 21 The Treasure of San Diablo (1966) de William Witney
  - Saison 2, épisode 16 Scourge of San Rosa (1967) de Joseph Pevney
- 1967 : Hondo
  - Saison unique, épisode 13 Hondo and the Death Drive de William Witney
- 1967-1970 : Le Grand Chaparral (The High Chaparral)
  - Saison 1, épisode 16 The Firing Wall (1967) de William Witney
  - Saison 3, épisode 19 Mi Casa, Su Casa (1970)
- 1968 : Tarzan
  - Saison 2, épisode 20 End of a Challenge de Barry Shear
- 1969 : La Nouvelle Équipe (The Mod Squad)
  - Saison 2, épisode 13 Never Give the Fuzz and Even Break d'Earl Bellamy
- 1978 : Embarquement immédiat (Flying High)
  - Saison unique, épisode 3 The Marcy Connection
- 1981 : L'Homme qui tombe à pic (The Fall Guy)
  - Saison 1, épisode 2 Le petit voleur héritera de Rhonda (The Meek Shall Inherit Rhonda) de Sidney Hayers

#### Téléfilms
- 1960 : Full Speed for Anywhere de Don Taylor
- 1964 : Low Man on a Totem Pole de John Newland
- 1973 : Chase de Jack Webb
- 1990 : Coma (Donor) de Larry Shaw
- 1995 : Dazzle de Richard A. Colla

## Note
1. ↑  Noms alternatifs : Pedro Gonzalez-Gonzalez, Pedro Gonzalez, Gonzalez Gonzalez, Pedro Gonzales Gonzales, Pedro Gonzales-Gonzales, Pedro Gonzales, Gonzales Gonzales, Gonzales-Gonzales, Pedro Gonzalez-Gonzales, Gonzalez-Gonzales.